# Siedemnaście mgnień wiosny (powieść)
Siedemnaście mgnień wiosny (ros. Семнадцать мгновений весны) – ósma pod względem chronologicznym (pod względem publikacji trzecia) część stworzonego przez Juliana Siemionowa cyklu powieści poświęconych radzieckiemu agentowi Stirlitzowi.
Za sprawą serialu telewizyjnego z 1973 r. „Siedemnaście mgnień wiosny” stały się najbardziej znaną częścią cyklu.

## Fabuła
Luty 1945. III Rzesza przegrywa wojnę na wszystkich frontach. Działający w Berlinie, jako SS-Standartenführer Max Otto von Stirlitz, pułkownik NKGB Maksym Isajew otrzymuje rozkaz odkrycia tożsamości jednego z wyższych przywódców Niemiec, który podjął tajne rokowania pokojowe z Zachodem. Niedługo potem, na skutek śmierci łącznika, telegrafisty oraz aresztowania żony drugiego z nich, agent „Justas” traci kontakt z Moskwą. W międzyczasie naczelnik Gestapo SS-Gruppenführer Heinrich Müller rozpoczyna śledztwo przeciwko Stirlitzowi w związku z jego działalnością w Krakowie...

## Wydania polskie
W PRL wydawana była pięciokrotnie: po raz pierwszy w 1972 r., po raz ostatni w 1985 r. W 2016 r. na rynku pojawił się pierwszy polski audiobook „Siedemnastu mgnień wiosny”. Jednocześnie było to pierwsze polskie wydanie powieści po 1989 r.

## Nawiązania historyczne
Inspiracją do napisania powieści były prowadzone na początku 1945 r. w Szwajcarii rozmowy SS-Ogruf Karla Wolffa, Najwyższego Dowódcy SS i Policji we Włoszech, z szefem OSS Allenem Dullesem.

## Serial telewizyjny
Na początku lat 70. XX w. reżyser Tatiana Lioznowa przystąpiła do zekranizowania powieści w postaci dwunastoodcinkowego serialu telewizyjnego według scenariusza Juliana Siemionowa. Produkcja ta zyskała popularność nie tylko w Związku Radzieckim, ale w całym Bloku Wschodnim, a wygląd Stirlitza został na stałe powiązany z grający go Wiaczesławem Tichonowem.